# Abram Room
Abram Room foi um diretor de cinema e roteirista.

## Filmografia

### Diretor
- Tretya Meshchanskaya (1927)
- Strogy yunosha (1936)
- Eskadrilya #5 (1939)